# Duane Thompson

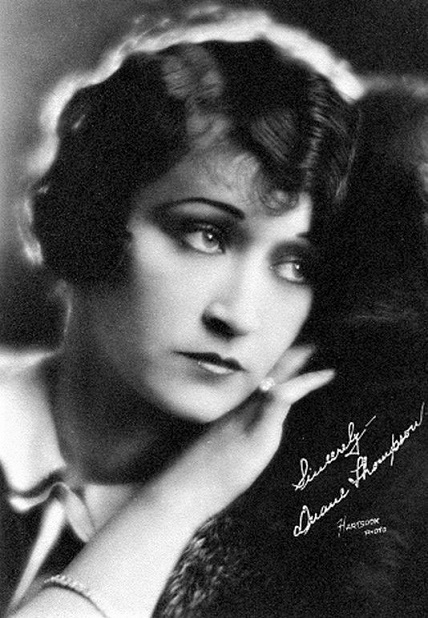
Duane Thompson (1920er, Fotografie von Fred Hartsook)

Duane Thompson (* 28. Juli 1903 als Lura Duane Malony in Red Oak, Iowa; † 15. August 1970 in Los Angeles, Kalifornien) war eine US-amerikanische Schauspielerin, die während der Stummfilmära Bekanntheit erlangte. Nach Aufkommen des Tonfilms gelang ihr eine erfolgreiche Karriere als Theaterschauspielerin und Sprecherin in Radio-Hörspielen.

## Leben
Duane Thompson zog Anfang der 1920er Jahre mit ihrer Mutter Georgia Ethel Manker von Iowa nach Los Angeles, nachdem diese sich von ihrem Ehemann Dr. John Henry Malony getrennt hatte. Duane nahm nach der erneuten Heirat ihrer Mutter den Nachnamen ihres Stiefvaters Tommy Thompson an. Nach einer Anstellung als Tänzerin in einem Cafe erhielt sie 1921 ihre erste Filmrolle in Up and at ’em.
Alleine zwischen 1923 und 1929 wirkte Thompson in etwa vierzig Filmen mit, darunter mehrere Komödien der Christie Film Company. 1925 wurde sie zu einem der WAMPAS Baby Stars gewählt, denen man eine große Filmkarriere voraussagte. Zeitweise trat die Schauspielerin auch unter dem Künstlernamen Violet Joy auf.
Nachdem ihre Filmkarriere bei Aufkommen des Tonfilms nachließ trat Thompson vermehrt in Theaterproduktionen auf. So war sie unter anderem 1931 mit der Theatergruppe The Woodward Players in Philip Barrys Stück Holiday in St. Louis zu sehen. 1934 wurde sie Sprecherin im Radioprogramm Hollywood Hotel und wirkte dort – oftmals in einer wiederkehrenden Rolle als Telefonistin – in einer Vielzahl von Hörspielen mit. 1937 trat Thompson im gleichnamigen Film Hollywood Hotel auf. Es wurde ihr letzter Leinwandauftritt.
Duane Thompson war zweimal verheiratet. Die 1928 mit dem Schauspieler und Komiker Emmett K. „Buddy“ Wattles geschlossene Ehe wurde geschieden, die zweite Ehe mit dem Radioproduzenten William T. Johnson hielt bis zu Thompsons Tod. Mit Johnson hatte sie eine gemeinsame Tochter. Nach ihrem Rückzug ins Privatleben 1940 lebte Duane Thompson mit ihrer Familie weiter in Los Angeles, wo sie am 15. August 1970 im Alter von 67 Jahren starb.

## Filmografie (Auswahl)
- 1921: Up and at ’em
- 1925: Some Pun’kins
- 1927: The Silent Avenger
- 1927: Die Schuld des Tom Carrigan (The Desert Pirate)
- 1927: One Hour of Love
- 1928: The Fightin’ Redhead
- 1928: The Flyin’ Buckaroo
- 1928: Wizard of the Saddle
- 1928: Phyllis of the Follies
- 1929: Voice of the City
- 1937: Hollywood Hotel